# 庾蕴
庾蘊（？—371），東晉官員，穎川鄢陵（今河南鄢陵）人，中書監庾冰之子， 北中郎將庾希之弟，官至廣州刺史。在庾氏遭到桓溫肅清的時候自殺身亡。

## 生平
和庾冰的其他兒子一樣，憑藉父輩的權勢得以進入仕途，躋身于當時的名士之間，還參與了著名的蘭亭集會。。
咸安元年（371年），桓溫廢黜晉廢帝海西公之時，趁機打擊庾氏，以謀反罪名殺害了太宰長史庾倩及其弟庾柔等人，庾希也被迫逃亡到海陵。在廣州刺史任上的庾蘊聽說這個變故以後，立即服毒自殺，後代因此得以保全。

## 作品
庾蘊參加了著名的蘭亭集會，並且作了一首五言詩，這也是庾蘊唯一傳世的詩作，字句間充滿了玄學的虛無色彩：
仰想虛舟說，俯歡世上賓。 

朝榮雖雲樂，夕弊理自因。